# Villa Marcello (Levada)
Villa Maruzzi, Marcello è una villa veneta situata a Levada, frazione di Piombino Dese (provincia di Padova).

## Storia
Una prima costruzione, una modesta casa di caccia, fu eretta all'inizio del Cinquecento da Andrea Marcello, la cui famiglia era divenuta proprietaria di alcuni terreni a Levada qualche decennio prima. Verso la metà del secolo i figli di Andrea innalzarono il corpo centrale dell'attuale villa; successivamente si aggiunsero le barchesse laterali.
Attorno alla metà del Seicento la proprietà passò in eredità ai Contarini, quindi ai Morosini. Nel 1725 fu venduta ai marchesi Maruzzi dietro il pagamento di 19 000 ducati. Sotto questi ultimi il complesso fu profondamente rimaneggiato soprattutto dal punto artistico: furono loro a commissionare affreschi e stucchi degli ambienti interni.
La villa fece parte della dote portata da Alessandrina Maruzzi per il matrimonio con il conte russo Sumarukoff. Pare che quest'ultimo l'abbia poi persa al gioco; il nuovo proprietario, il conte ungherese Helicay, non aveva interesse a tenerla e quindi la vendette al conte Girolamo Marcello (1847), esponente della stessa famiglia Marcello che aveva innalzato il complesso diversi secoli prima. I suoi discendenti vi risiedono tuttora.
Negli anni della Grande guerra l'edificio fu sede di vari comandi italiani e del Comando supremo delle truppe britanniche in Italia. Durante la decisiva battaglia del Solstizio (giugno 1918) ospitò re Vittorio Emanuele III.

## Edificio
Il complesso è immerso in un parco di otto ettari e si articola in corpo principale (casa padronale e barchesse), oratorio e varie adiacenze. Inoltre, sul retro si estende una peschiera.
Il corpo principale presenta una pianta a C aperta verso la strada. All'abitazione sono saldate lateralmente le due barchesse mediante tre fornici per parte a sesto pieno. Lo spazio antistante è occupato da un giardino all'italiana con basse siepi di bosso, statue e, al centro, una fontana polilobata.
La casa padronale si innalza su due livelli più soffitte con la forometria della facciata organizzata su sette assi. Il piano terra, basato su uno zoccolo, ha al centro un portale di ingresso archivoltato con tre finestre architravate per parte, ciascuna sormontata da una specchiatura; alle estremità si sviluppano i fornici congiunti alle barchesse. Tutto il livello inferiore è intonacato a marmorino reso a bugnato ed è sormontato da un terrazzamento con statue alle ali, mentre al centro funge da basamento per le otto semicolonne ioniche che caratterizzano il secondo piano e le soffitte; la prima, la terza, la sesta e l'ottava sono binate, dividendo così il fronte in tre partiti. Quello centrale è sormontato da una trabeazione coronata da un frontone triangolare con un oculo al centro, abbellito da cornici dentellate e statue ai vertici. Le soffitte sono illuminate da piccole finestre rettangolari, mentre le aperture del piano nobile sono architravate e arricchite con cornici modanate e timpani triangolari. La portafinestra centrale, invece, è archivoltata ed è sormontata da uno stemma lapideo.
Degli interni va ricordato il magnifico salone centrale, a doppia altezza. Il pavimento è a terrazzo veneziano, mentre tutto intorno si sviluppa un ballatoio in legno. Le pareti e il soffitto sono decorate da un ciclo di affreschi di Giambattista Crosato (1750 - 1755), realizzati in cornici lombate in stucco disegnate da Giuseppe Zais: in alto si trova l'Olimpo, mentre i dipinti ai lati mostrano scene della vita di Alessandro Magno (Alessandro copre il corpo di Dario sconfitto con il suo mantello, Nozze di Alessandro e Rossana, Clemenza di Alessandro, Alessandro e Campaspe nello studio di Apelle). Sopra le porte e le finestre vi sono dipinti monocromi con vasi e festoni.
Le barchesse presentano arcate a tutto sesto impostate su pilastri affiancati da lesene di ordine tuscanico a reggere la trabeazione soprastante. Ad ogni chiave di volta corrisponde al piano superiore una finestra rettangolare.

### Curiosità
Nel 1993 il regista Carlo Verdone gira a Villa Marcello alcune scene del film Perdiamoci di vista. Nella finzione cinematografica la villa viene collocata a Castelfranco Veneto.
Nel 2015 la villa venne usata come location per il film Leoni di Pietro Parolin.